# Élections législatives allemandes de 1920
 (avril 2009).
Si vous disposez d'ouvrages ou d'articles de référence ou si vous connaissez des sites web de qualité traitant du thème abordé ici, merci de compléter l'article en donnant les références utiles à sa vérifiabilité et en les liant à la section « Notes et références ».
Les élections législatives de 1920 eurent lieu le 6 juin, et portèrent au pouvoir une coalition entre Zentrum, DDP (Parti démocrate allemand) et DVP (Parti populaire allemand). À la suite de cette élection, Constantin Fehrenbach, membre du Zentrum, fut nommé chancelier.

## Résultats
|                          |                                                       |            |       |       |        |               |
| Parti                    | Parti                                                 | Voix       | %     | +/-   | Sièges | +/-           |
|                          | Parti social-démocrate d'Allemagne (SPD)              | 6 179 991  | 21,92 | 15,94 | 103    | 61            |
|                          | Parti social-démocrate indépendant d'Allemagne (USPD) | 4 971 220  | 17,63 | 10,01 | 83     | 61            |
|                          | Parti populaire national allemand (DNVP)              | 4 249 100  | 15,07 | 4,80  | 71     | 27            |
|                          | Parti populaire allemand (DVP)                        | 3 919 446  | 13,90 | 9,47  | 65     | 46            |
|                          | Zentrum (Z)                                           | 3 845 001  | 13,64 | 6,03  | 64     | 27            |
|                          | Parti démocrate allemand (DDP)                        | 2 333 741  | 8,28  | 10,28 | 39     | 36            |
|                          | Parti populaire bavarois (BVP)                        | 1 173 344  | 4,16  | Nv.   | 20     | Nv.           |
|                          | Parti communiste d'Allemagne (KPD)                    | 589 454    | 2,09  | Nv.   | 4      | Nv.           |
|                          | Parti allemand hanovrien (DHP)                        | 319 108    | 1,13  | 0,88  | 5      | 4             |
|                          | Ligue des paysans de Bavière (BBB)                    | 218 596    | 0,78  | 0,13  | 4      | en stagnation |
|                          | Autres                                                | 397 331    | 1,41  | –     | 1      | –             |
|                          |                                                       |            |       |       |        |               |
| Suffrages exprimés       | Suffrages exprimés                                    | 28 196 332 | 99,06 |       |        |               |
| Votes invalides          | Votes invalides                                       | 267 249    | 0,94  |       |        |               |
| Total                    | Total                                                 | 28 463 581 | 100   | –     | 459    | 38            |
| Abstentions              | Abstentions                                           | 7 486 193  | 20,82 |       |        |               |
| Inscrits / participation | Inscrits / participation                              | 35 949 774 | 79,18 |       |        |               |